# Ɣ
Ɣ, ɣ（拉丁Gamma）是扩展拉丁字母之一，形狀取自小写希腊字母 。大写字母 Ɣ 則是放大的小写 ɣ ，而不是取自大写希腊字母 。
小写字母在國際音標中代表濁軟顎擦音。它也是非洲参考字母之一，在埃维语（Ewe / Eʋegbe）等非洲语言中，使用了这个字母。

## 参閲
- Γ γ（希腊字母）
- Г г（西里尔字母）